# Simeon Polozki

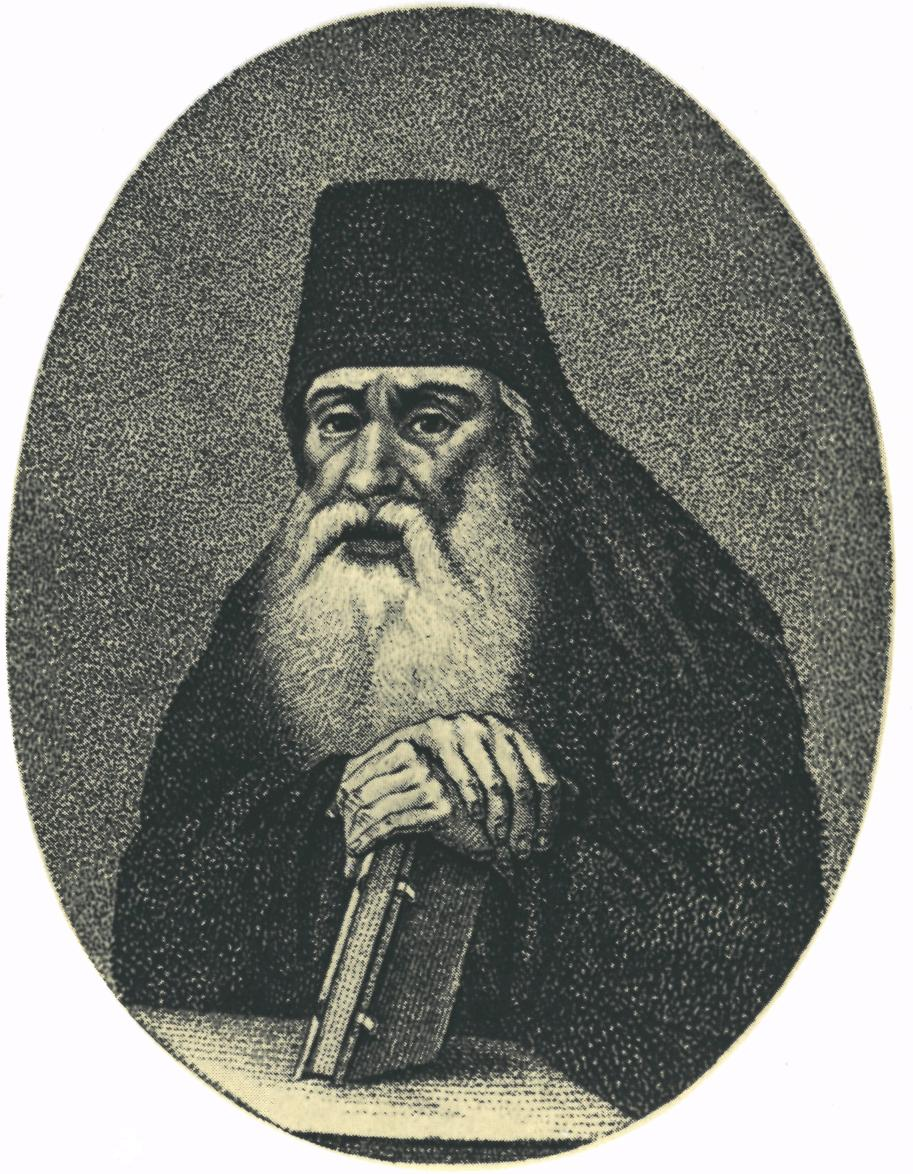
Simeon Polozki

Simeon Polozki (russisch Симеон Полоцкий), Symeon von Polazk, geboren Samuel Piotrowski-Sitnianowicz, russisch Самуил Гаврилович Петровский-Ситнянович; (* 1629 in Połock; † 25. August 1680 in Moskau) war ein ostslawischer Mönch, Dichter und Schriftsteller.

## Leben
Simeon wurde an der Akademie in Kiew ausgebildet und trat 1656 in das Basilianer Kloster Polazk ein („Simeonis Piotrowskj Sitnianowicz hieromonachi Polocens.[is] Ord.[inis] S.[ancti] Bas.[ilii] M.[agni]“). Anfänglich schrieb er auf Polnisch oder auf Ruthenisch. Zu dieser Zeit verfasste er hauptsächlich sogenannte „Deklamationen“, das waren Panegyrika. In Pskow traf er auf den Zaren Alexei I., welcher von seiner Literatur beeindruckt war und ihn 1664 nach Moskau berief. Hier war er an der Klosterschule als Lehrer und Übersetzer tätig.
Simeon hinterließ ein umfangreiches Werk von zehntausenden von Versen. Er beherrschte alle im Barock beliebten Gattungen und besaß ein breites Wissen über die antike Mythologie und Literatur. Laut Igor Jerjomin hat er „als erster die Poesie als künstlerische Form nach Russland gebracht“.

## Werke
- Traktat Das Regierungsszepter (Zezl pravlenija), 1667.
- Rhytmologion (Rifmologion), 1678.
- Der blumenreiche Garten (Vertograd mnogocvetnyj), 1680.
- Der gereimte Psalter (Psaltyr' rifmotvornaja), 1680.

## Galerie

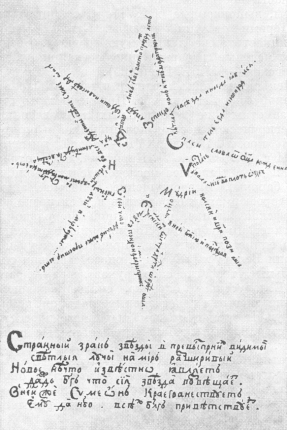
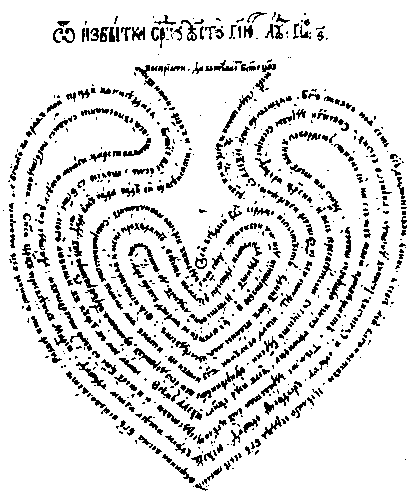